# Sèvres-Anxaumont
Sèvres-Anxaumont település Franciaországban, Vienne megyében. Lakosainak száma 2354 fő (2022. január 1.). Sèvres-Anxaumont Bignoux, Lavoux, Mignaloux-Beauvoir, Poitiers és Saint-Julien-l’Ars községekkel határos.

## Népesség
A település népessége az elmúlt években az alábbi módon változott:
| Lakosok száma | 2016 | 2095 | 2220 | 2181 | 2222 | 2236 | 2256 | 2311 | 2354 |
|               | 2013 | 2015 | 2016 | 2017 | 2018 | 2019 | 2020 | 2021 | 2022 |